# Portret van Amalia van Solms
Het Portret van Amalia van Solms is een schilderij van Rembrandt van Rijn uit 1632. Sinds 1892 maakt het deel uit van de collectie van het Musée Jacquemart-André in Parijs.

## Voorstelling
In een inventaris uit 1632 van Paleis Noordeinde wordt vermeld dat in "het cabinet van mevrouwe de princesse van Oranje" (Amalia van Solms) een "contrefeytsel van Haere Excie, in profijl, bij Renbrants gedaen" hangt. Ook wordt er melding gemaakt van een portret van haar echtgenoot, stadhouder Frederik Hendrik, dat door Van Honthorst was gemaakt en in haar garderobe hing. Toen het schilderij in het Musée Jacquemart-André in 1965 werd gereinigd, bleek het dezelfde geschilderde omlijsting te hebben als het portret van Frederik Hendrik, dat zich nog altijd in de koninklijke verzameling bevindt. Sindsdien wordt algemeen aangenomen dat dit werk van Rembrandt, dat eerder nog als een portret van zijn vrouw Saskia werd gezien, het portret uit de inventaris is.
De vrouw van de stadhouder draagt een brede kanten kraag met een broche aan de voorkant. In het haar, een oor en om haar nek draagt ze parels.  Ze wordt in profiel afgebeeld, een zeldzaamheid in de portretten van Rembrandt uit die tijd. Waarschijnlijk was dit een vereiste die bij de opdracht hoorde. De kenmerkende afwisseling van licht en schaduw kon Rembrandt hier nauwelijks toepassen. 
Amalia van Solms, die bekend stond als een trotse vrouw, was mogelijk niet erg ingenomen met het portret, waarop ze niet bijzonder koninklijk afgebeeld is. Het is niet bekend of het portret goed gelijkend is. Hierover kan geen uitspraak gedaan worden, omdat de bekende portretten van Amalia van Solms te veel van elkaar verschillen en de stijl van haar make up en haar te vaak wisselde. Het is wel bekend dat de vrouw van de stadhouder later een nieuw portret liet maken door Van Honthorst dat een plaatsje naast het schilderij van haar man kreeg. Het portret van Rembrandt verdween in de anonimiteit en dook in 1795 op een veiling in Parijs op.   

## Herkomst
- tot 30 april 1795: in bezit van François-Michel Harenc de Presle
- tot 2 april 1849: in bezit van De Mier.
- tot 29 april 1870: in bezit van Jacques Reiset
- 1872: in bezit van Auguste Courtin
- 1892 via kunsthandel Haro in Parijs komt het werk in bezit van Édouard André, die getrouwd is met Nélie Jacquemart.
- 1912: na het overlijden van Nélie Jacquemart wordt de collectie van het echtpaar nagelaten aan het Institut de France. Het doek wordt bewaard in hun voormalige herenhuis, het huidige Musée Jacquemart-André.